# Huissignies
Huissignies (en picard Unchnie) est une section de la commune belge de Chièvres, située en Région wallonne dans la province de Hainaut.
C'était une commune à part entière avant la fusion des communes de 1977.

## Toponymie
Hueignies, 1146; Hunchenioe, 1177 ; Hunchignies, 1186 ; Hunchenioe, 1183. Aussi Hussignies. D'aucuns écrivent Husseignies et Huisseignies.

## Géographie

### Situation
Huissignies présente une altitude de 50 m au seuil de l’église. Son terrain, varié, repose sur un sol argileux et glaiseux.
L’agriculture y est développée, avec des activités de meunerie et de brasserie.
Le village est situé à 9 km d’Ath, 6 km de Chièvres, 2 km de Ladeuze et 3 km de Beloeil.
Il est traversé par la Hunelle, affluent de la Dendre.

## Évolution démographique
- Sources : INS, Rem. : 1831 jusqu'en 1970 = recensements, 1976 = nombre d'habitants au 31 décembre.

## Histoire
On y a découvert des substructions romaines (âge de fer), et des silex taillés et polis (âges de la pierre).
En 1362, la terre de Huissignies appartenait à Thiry de Villers, châtelain d'Ath, et en 1474, à Jean de Luxembourg, seigneur de Sotenghien; plus tard, elle passa dans la famille de Ligne.
Arnould de Saint-Genois II, baron du Saint-Empire Romain, chevalier du Saint-Sépulcre, Escanaffle, Petit-Hollay, la Deuze, Hussignies, mort en 1530, eut son mausolée au milieu du chœur de l'église des Récollets, à Ath; il épousa dame Marguerite de Wautripont.

## Patrimoine et culture

### Patrimoine architectural
L'église Saint-Martin, rebâtie en 1791, est dans le style semi-classique; elle a été restaurée en 1903. Cloche de 1520. Pierre sépulcrale de Jacques de Saint-Genois, seigneur de Ladeuze, mort en 1583. En 1090, le seigneur de Huiss(e)ignies fut du nombre de ceux qui accompagnèrent Philippe Ier, roi de France, dans la guerre qu'il eut avec Robert le Frison.